# Bethlen Druzsina
Iktári Bethlen Druzsina (1614 körül – 1667. október 13. után, 1671-ben már halott volt), Rhédey Ferenc választott erdélyi fejedelem felesége, Bethlen Gábor fejedelem unokahúga.

## Élete
Apja iktári Bethlen István hunyadi és máramarosi főispán, később rövid ideig Erdély fejedelme. Anyja Csáky Krisztina grófnő. Már gyermekként félárvaságra jutott. 1623-ban apja másodszor is megnősült: Bethlen Gábor fejedelem első feleségének, Károlyi Zsuzsannának a húgával, Károlyi Katalinnal kötött házasságot, aki ekkor Rhédey Ferenc váradi kapitány özvegye volt. Leendő férjével, ifjabb Rhédey Ferenccel tehát mostohatestvérek lettek, mielőtt egybekeltek volna. Annak érdekében, hogy a hatalmas Bethlen–Rhédey-vagyon egy kézen maradjon, a szülők házasságot terveztek a gyermekek között, és Druzsinát hamarosan Ferenccel jegyezték el. Esküvőjüket 1635-ben tartották. Férje 1657. november 2-ától 1658. január 8-ig Erdély választott fejedelme volt. Fiuk, László Háromszék főkapitánya lett. 1659. június 13-án férjével együtt grófi rangot nyert I. Lipót magyar királytól.